# Nelo subobscura
Nelo subobscura là một loài bướm đêm trong họ Geometridae.